# Viktoriapark
Het Viktoriapark is een park in de Duitse hoofdstad Berlijn gelegen in het stadsdeel Berlin-Kreuzberg en het district Friedrichshain-Kreuzberg. Het park beslaat zo'n 12,8 hectare en is gelegen op de Kreuzberg, de hoogste verhoging in de Binnenstad van Berlijn.

## Geschiedenis
Het park is omstreeks 1821 aangelegd, tegelijkertijd met de oprichting van het Pruisisch Nationaal Monument voor de Bevrijdingsoorlogen op de Kreuzberg. De architect Schinkel stond een grootse inrichting van het gebied voor ogen, maar zijn plannen werden niet uitgevoerd. Het huidige Viktoriapark is ontworpen door Hermann Mächtig en werd pas in 1888 aangelegd.
Het park kreeg het karakter van een berglandschap en wordt doorkruist door een fijnmazig net van paden. In de as van de Großbeerenstraße werd op de noordhelling van de Kreuzberg een 24 meter hoge waterval aangelegd. De Wodospad Podgórnej (Duits Hainfall) gelegen in het Reuzengebergte vormde de inspiratie voor deze waterval. Aangezien de Kreuzberg niet over een natuurlijke waterbron beschikt, wordt het water omhooggepompt – 13.000 liter per minuut. De waterval mondt uit op een kleine vijver, waarin een bronzen sculptuur van Ernst Herter staat. Het uit 1896 daterende beeld toont een visser met een watergeest in zijn net en draagt de naam Der Seltene Fang ("De zeldzame vangst").
Tussen 1913 en 1916 werd het Viktoriapark in westelijke richting uitgebreid. Het ontwerp van dit deel van het park, dat zich uitstrekt rond een grote grasweide, stamt van Albert Brodersen. In de zuidwesthoek van het Viktoriapark zijn later een speeltuin en een sportveld aangelegd.

## Afbeeldingen

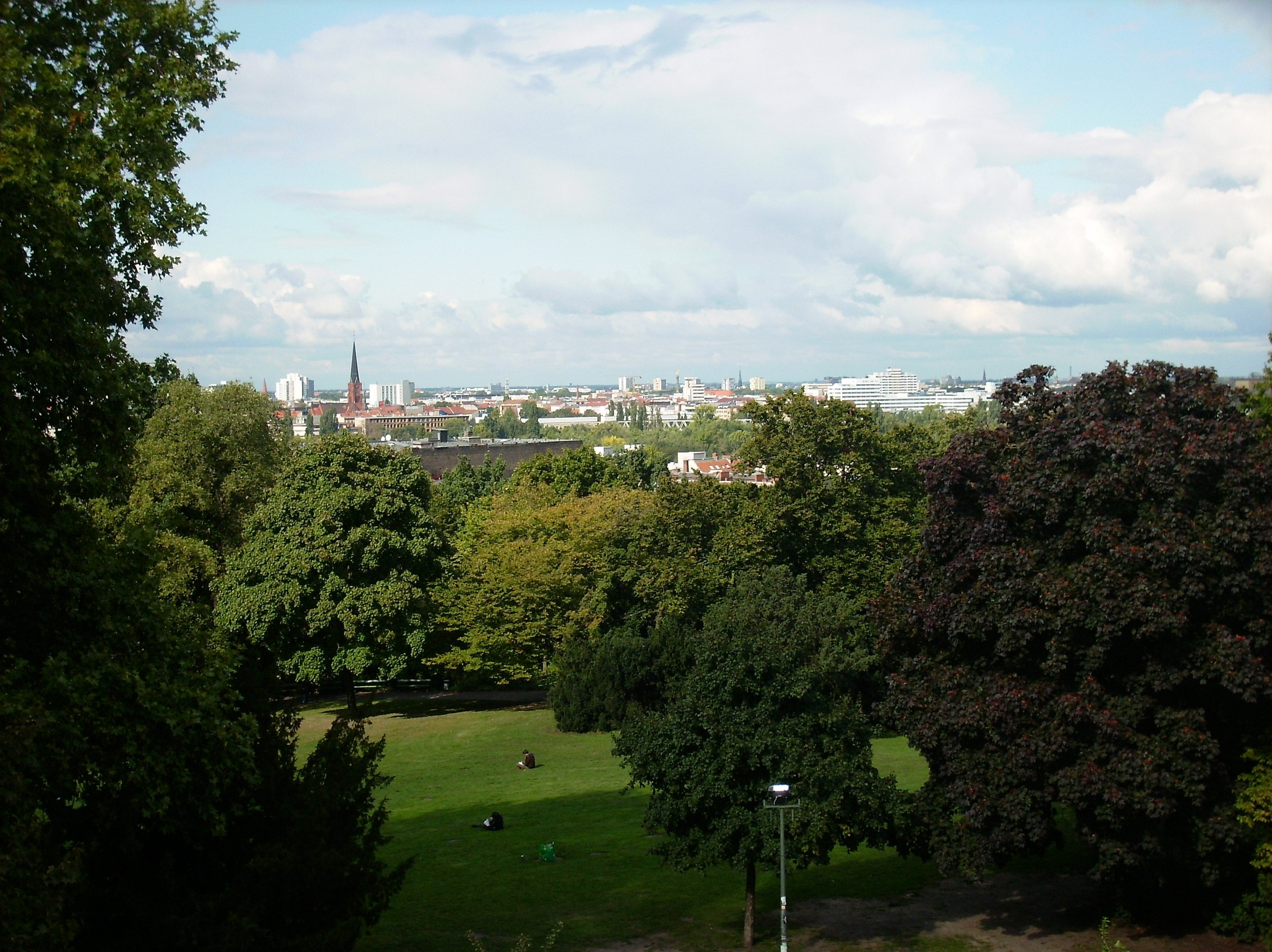
Panorama op deel van Berlijn
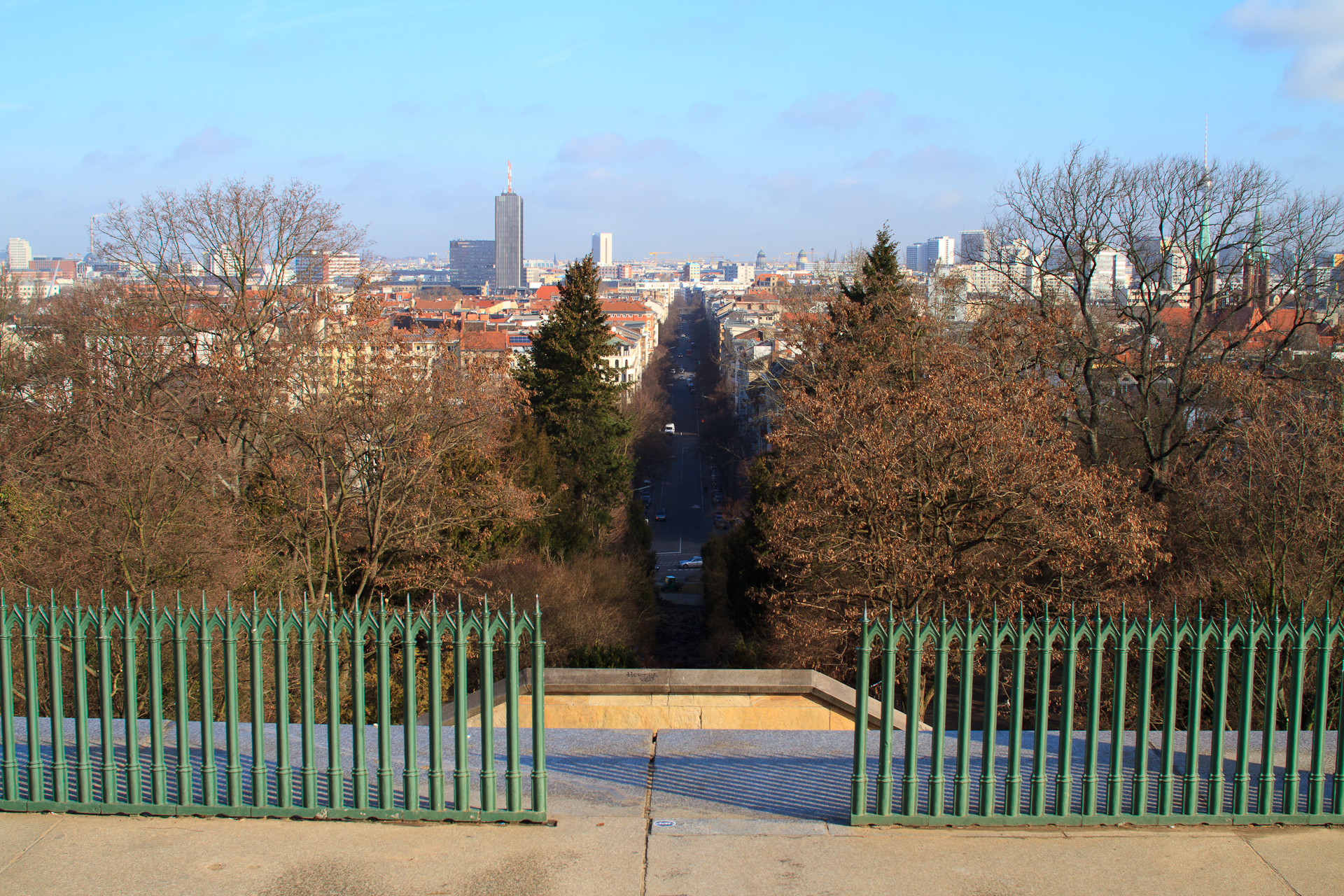
Panorama over de Großbeerenstraße
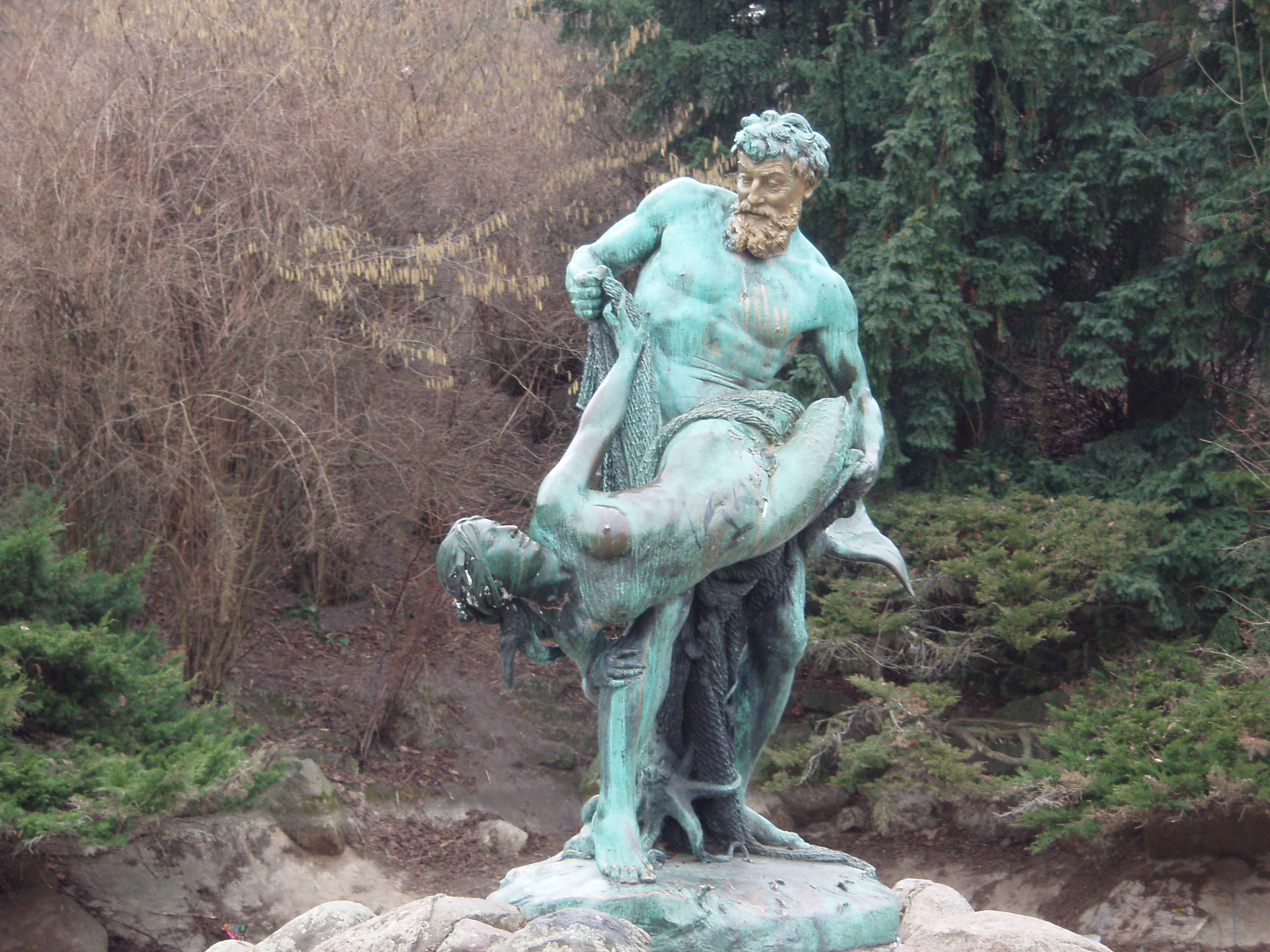
Standbeeld in het Victoriapark
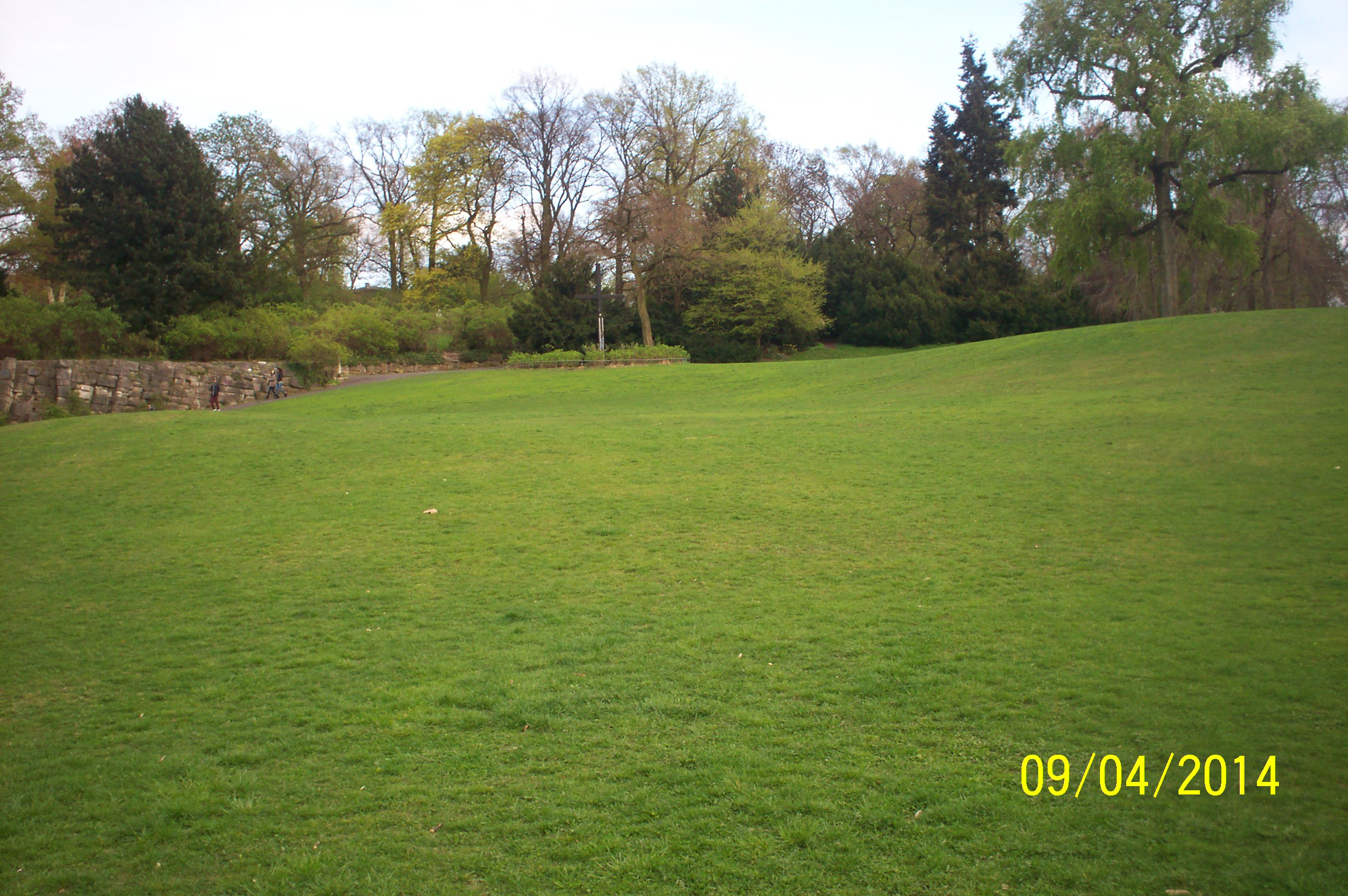
Hoogte verschillen in het Viktoriapark
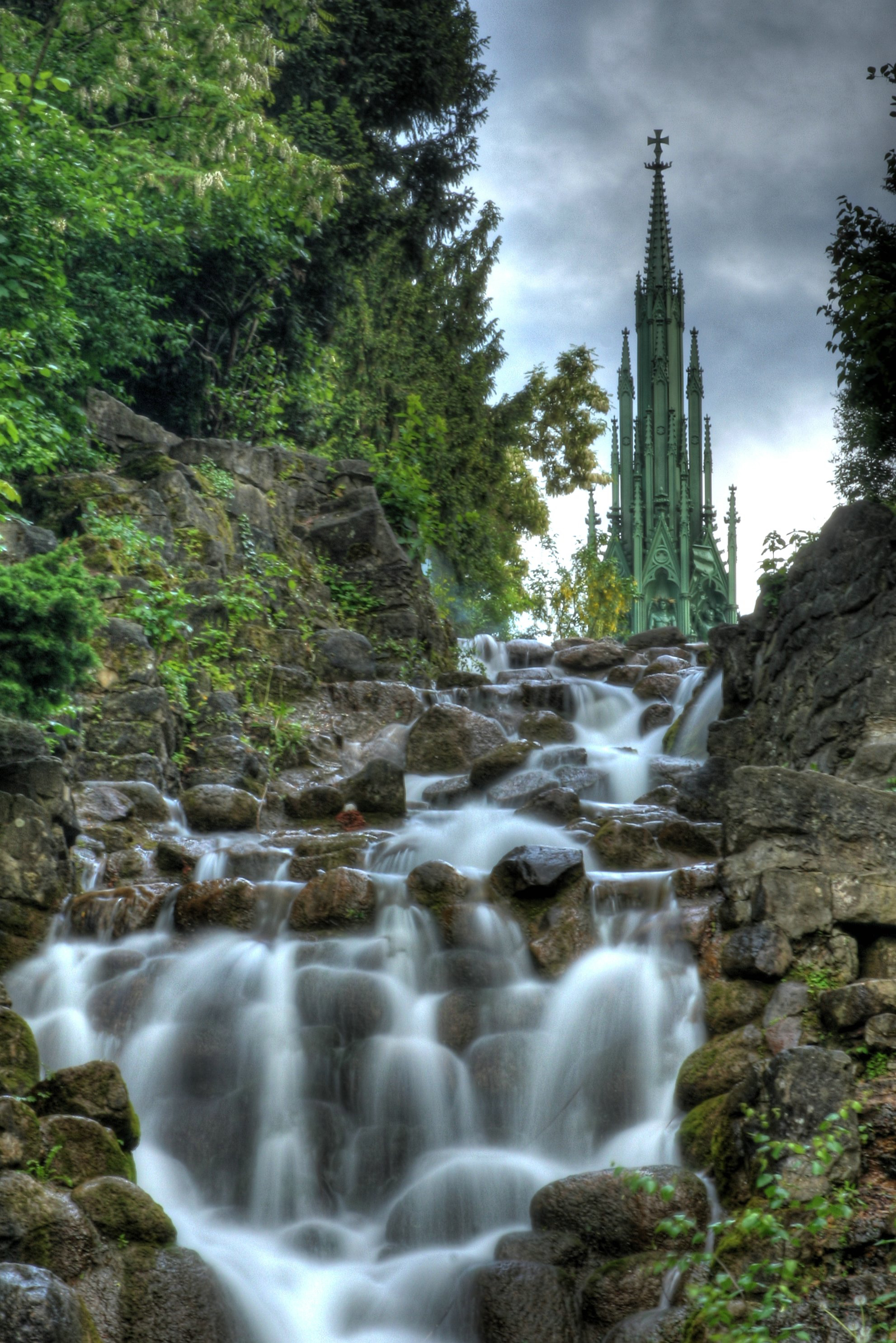
Cascade met het Nationaldenkmal auf dem Kreuzberg
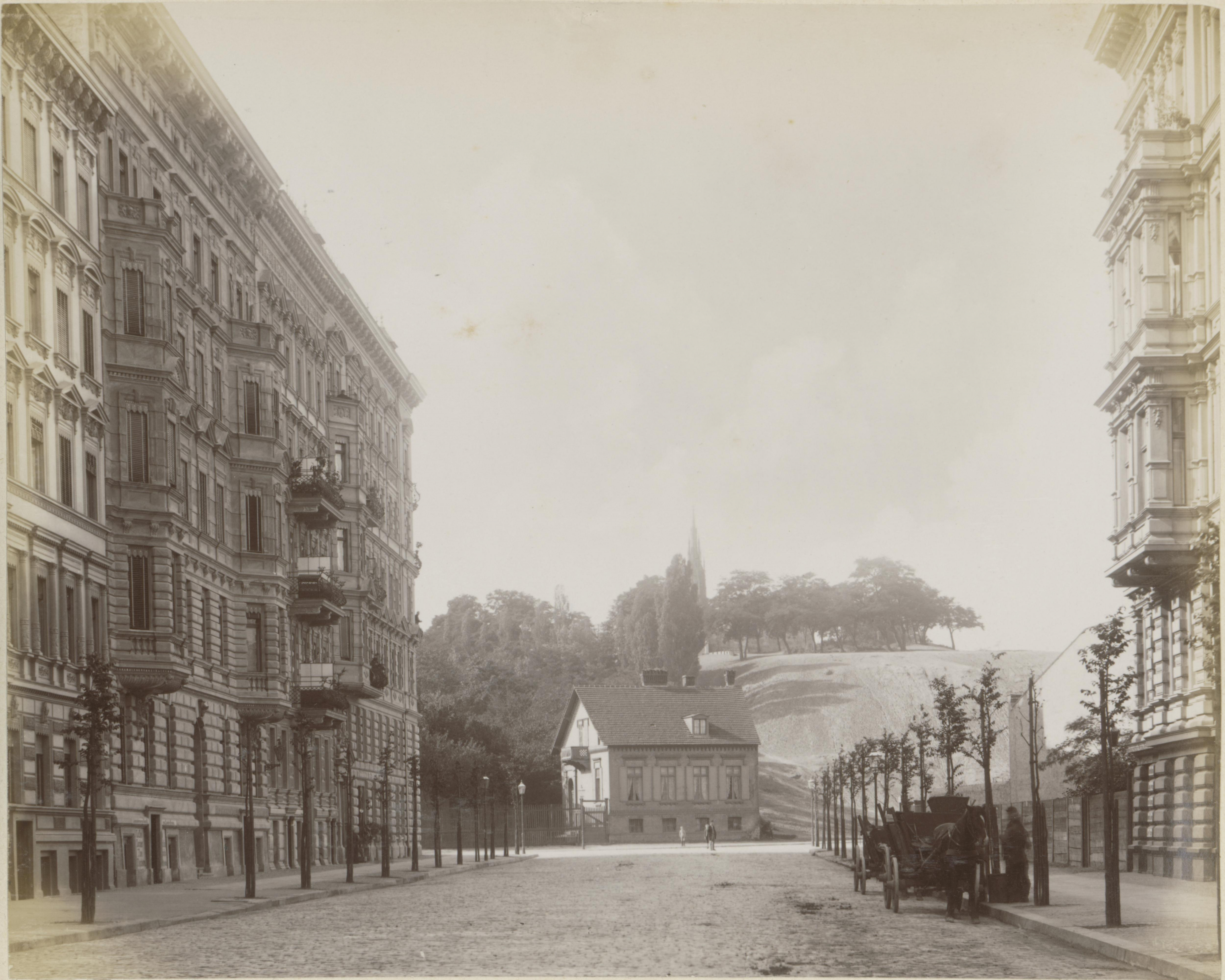
Gezicht vanuit de Großbeerenstraße richting nationaal monument op de Kreuzberg in 1887
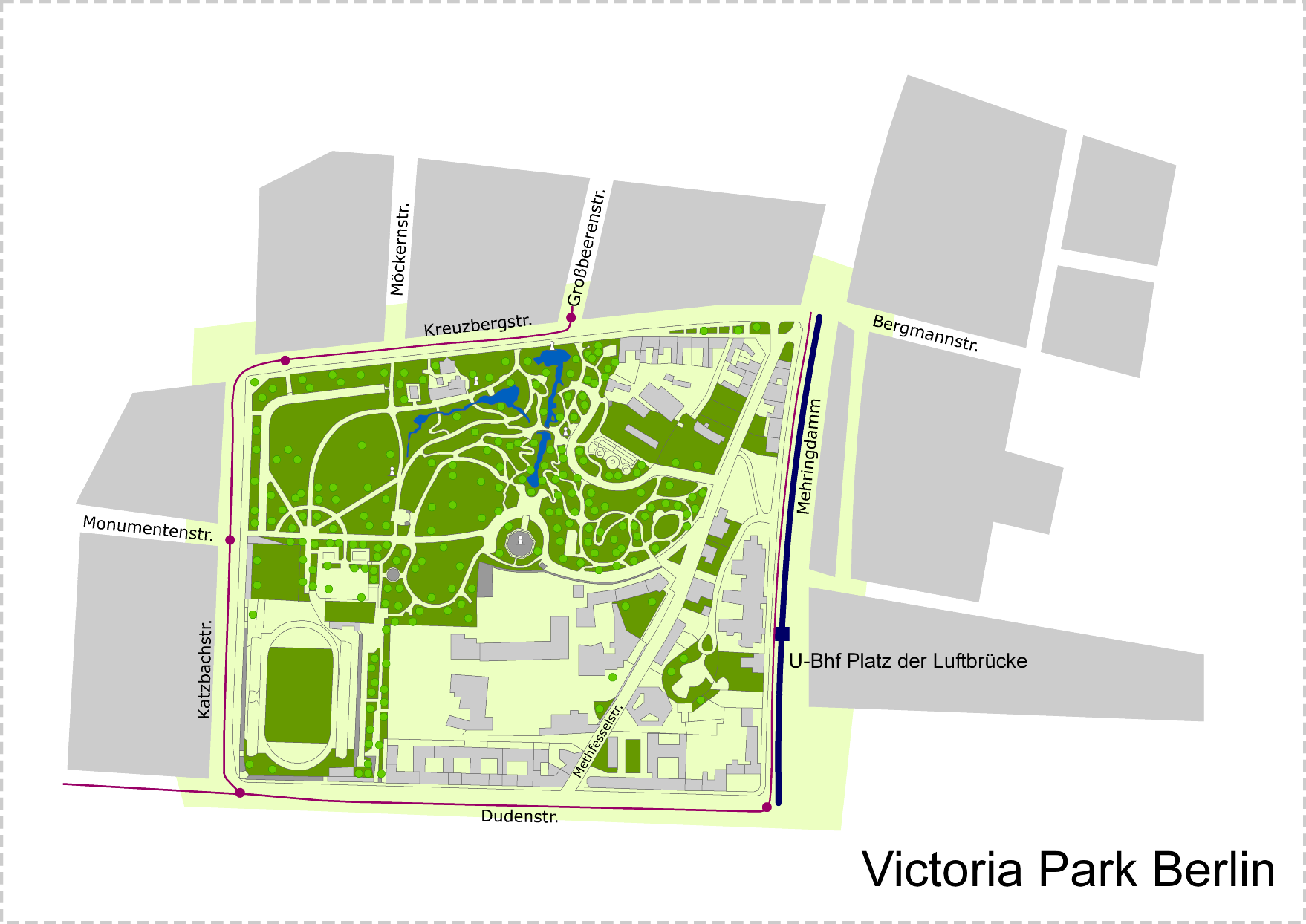
Kaart van het Viktoriapark in Berlijn